# Bolesław Wieniawa-Długoszowski

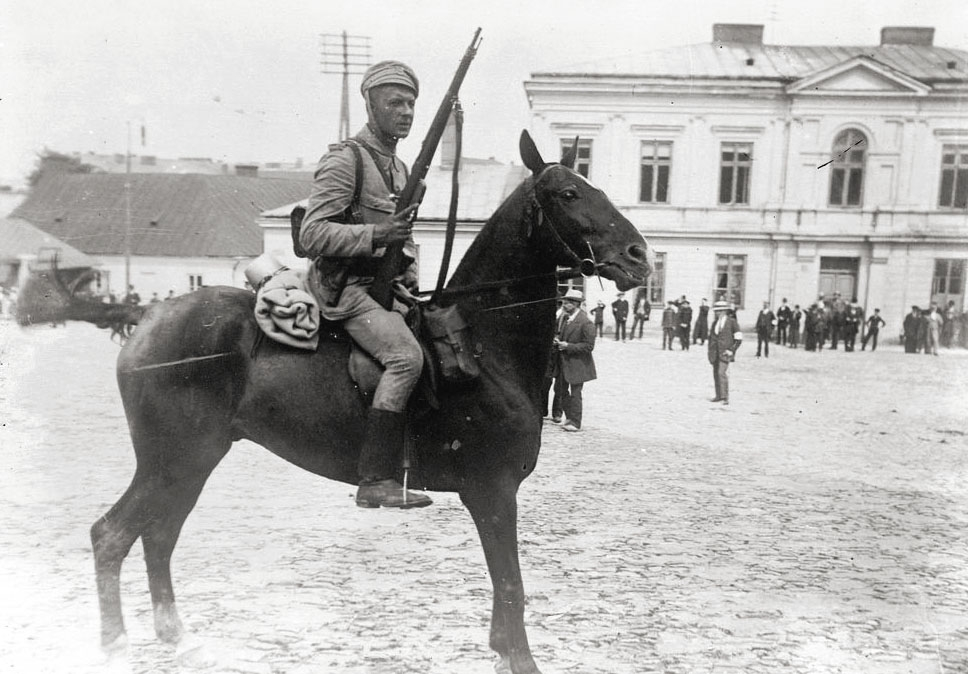
Wejście Pierwszej Kompanii Kadrowej do Kielc, sierpień 1914. Bolesław Wieniawa-Długoszowski

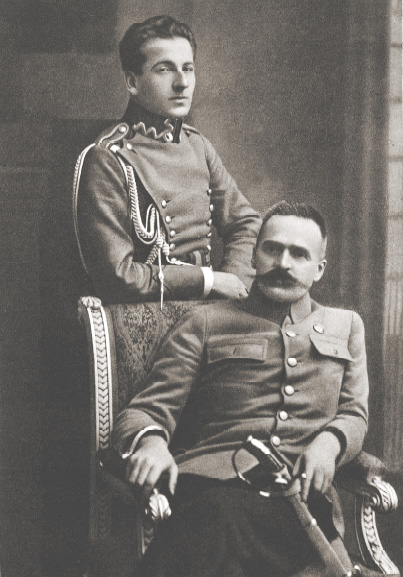
Józef Piłsudski i por. Bolesław Wieniawa-Długoszowski, 1916

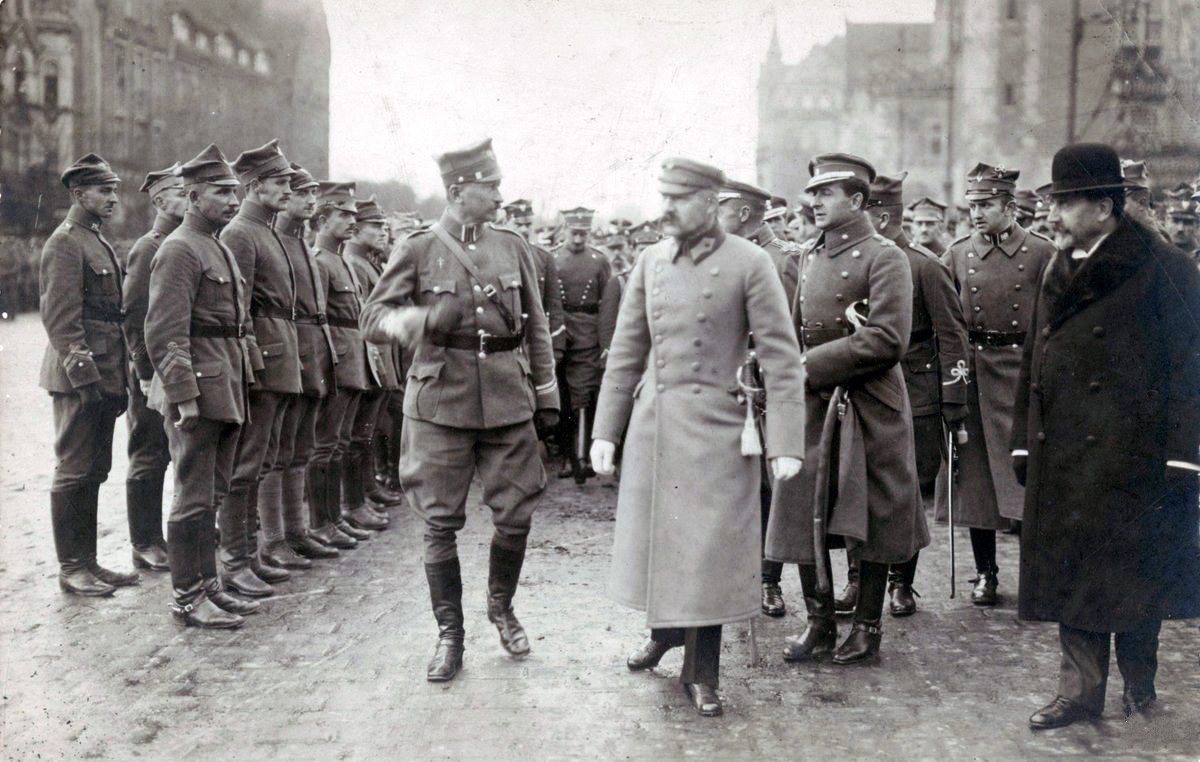
Józef Piłsudski podczas wizyty w Poznaniu 27.X.1919. Z lewej: gen. Józef Dowbor-Muśnicki, z prawej mjr Bolesław Wieniawa-Długoszowski, Władysław Seyda (w ubraniu cywilnym)

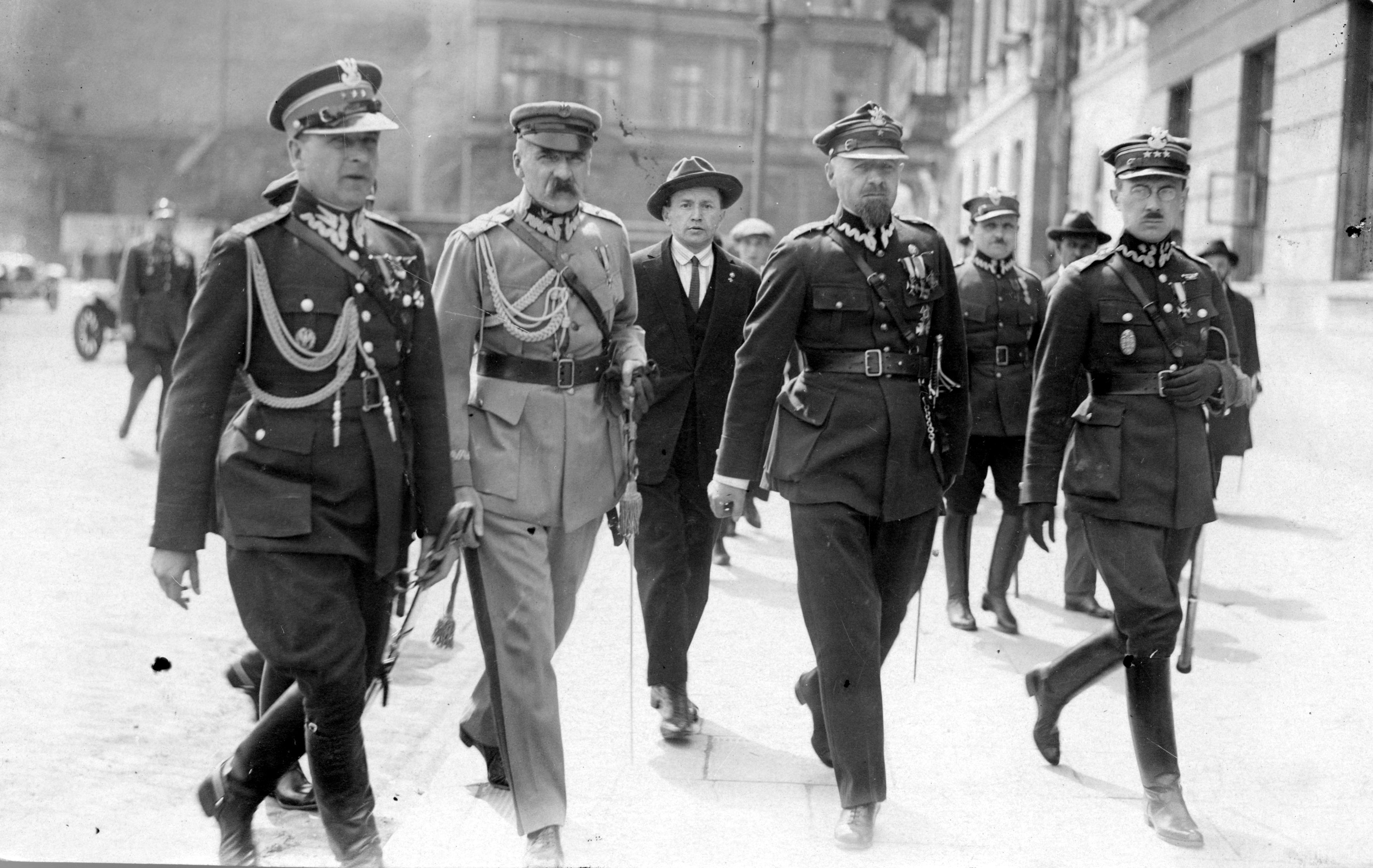
Bolesław Wieniawa-Długoszowski, Józef Piłsudski, Aleksander Prystor, Wacław Stachiewicz. Plac Saski, 31 maja 1926

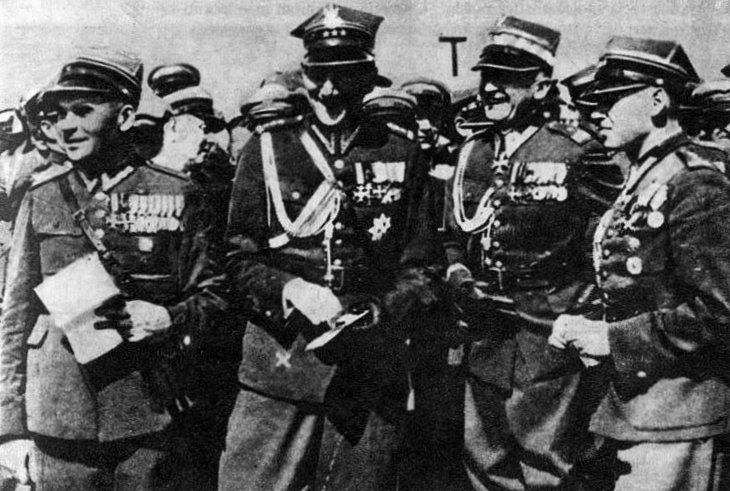
Bolesław Wieniawa-Długoszowski (drugi od prawej) obok Józefa Becka (drugi od lewej) podczas spotkania legionistów w Krakowie,
lata 30.

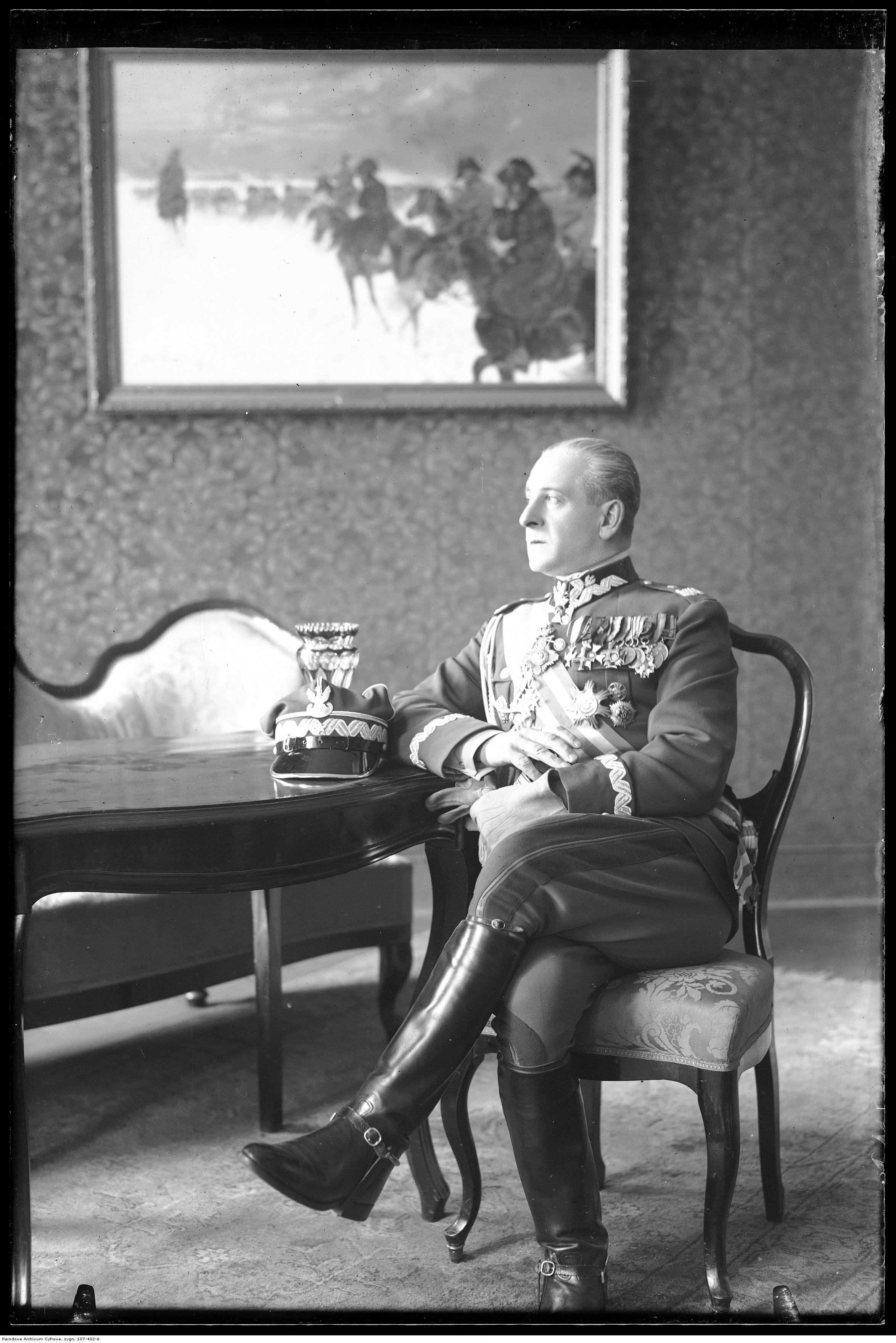
Wieniawa-Długoszowski

Bolesław Ignacy Florian Wieniawa-Długoszowski (ur. 22 lipca 1881 w Maksymówce, zm. 1 lipca 1942 w Nowym Jorku) – generał dywizji Wojska Polskiego, dyplomata i wolnomularz, kawaler Orderu Virtuti Militari; osobisty adiutant Józefa Piłsudskiego. Przez 1 dzień następca prezydenta RP na wypadek opróżnienia się urzędu przed zawarciem pokoju; wobec niemożności sprawowania urzędu prezydenta przez internowanego Ignacego Mościckiego był faktycznie pełniącym jego obowiązki (formalnie urząd prezydenta nadal był obsadzony).
Jedna z najbarwniejszych postaci II Rzeczypospolitej. Znany z umiłowania kobiet, koni i hucznej zabawy, czym zyskiwał niecodzienną sympatię jednych i nieskrywaną złość innych, zwłaszcza przeciwników obozu sanacji. Poeta, lekarz, a także dziennikarz (redaktor naczelny „Dziennika Polskiego” w Detroit). Autor wielu popularnych powiedzonek, cytowanych potem szeroko w całym kraju.

## Życiorys

### Młodość
Urodzony w rodzinie Bolesława herbu Wieniawa i Józefy ze Struszkiewiczów. W 1887 r. rodzina Długoszowskich przeniosła się do majątku Bobowa koło Nowego Sącza. Tam się wychował. Do gimnazjum uczęszczał we Lwowie, ale z miejscowych szkół parokrotnie był usuwany. Jak sam później twierdził, ze względu na nieokiełznany od kołyski temperament i niechęć do misteriów greckiej gramatyki.
Na własną prośbę trafił nawet do słynącego z rygoru Gimnazjum oo. Jezuitów w Chyrowie, z którego jednak sam szybko uciekł. W 1900 r. zdał eksternistycznie egzamin maturalny w Gimnazjum Wyższym im. Jana Długosza w Nowym Sączu.
Pomimo zainteresowań artystycznych na żądanie ojca podjął studia na Wydziale Lekarskim Uniwersytetu Lwowskiego. Studia ukończył z wyróżnieniem w 1906 r., uzyskując dyplom doktora wszechnauk lekarskich. Nie rezygnował jednak z kontaktów ze środowiskiem artystycznym. To właśnie we Lwowie poznał Kornela Makuszyńskiego, Tadeusza Micińskiego, Jana Kasprowicza, Stanisława Przybyszewskiego, Leopolda Staffa, Stanisława Wyspiańskiego, czy Henryka Zbierzchowskiego. Mimo że obracał się w świecie cyganerii lwowskiej, pozostawał abstynentem i odwiedzając kawiarnie, demonstracyjnie popijał wodę z sokiem.
Zaręczył się z Marią Balastis – córką rektora Uniwersytetu Lwowskiego Augusta Balastisa, ale zaręczyny te wkrótce zostały zerwane. 20 września 1906 r. w Słotwinie-Brzesku poślubił Stefanię Calvas – śpiewaczkę operową, z którą po ukończeniu studiów wyjechał do Berlina. Tam przez rok studiował na Akademii Sztuk Pięknych, po czym wyjechał do Paryża, gdzie w 1911 r. został jednym ze współzałożycieli Towarzystwa Artystów Polskich. Tamże włączył się w działalność powstającego oddziału Związku Strzeleckiego i spotkał Józefa Piłsudskiego, który przybył na inspekcję oddziału w Paryżu.
Przed 1919 rokiem zmienił wyznanie na ewangelicko-reformowane i rozwiódł się ze Stefanią Calvas. 2 października 1919 poślubił Bronisławę Berenson w ceremonii protestanckiej, w zborze luterańskim w Nowym Gawłowie. Z małżeństwa tego urodziła się córka Zuzanna Długoszowska Vernon (1920–2011).

### Działalność niepodległościowa 1914–1918
Po wybuchu I wojny światowej Bolesław Wieniawa-Długoszowski przyjechał do Krakowa, gdzie od 1 sierpnia 1914 r. brał udział w kursie oficerskim Związku Strzeleckiego, lecz już 3 sierpnia został powołany w skład 1 Kompanii Kadrowej.
6 sierpnia 1914 r. wraz z 1 Kompanią Kadrową wyruszył z krakowskich Oleandrów do Królestwa Polskiego, był w składzie 4 plutonu. 9 sierpnia po zarekwirowaniu koni zgłosił się do rtm. Władysława Beliny-Prażmowskiego, który tworzył pierwszy oddział ułanów. Oddział ten przekształcił się później w 1 Pułk Ułanów Legionów Polskich tzw. Beliniaków.
Jesienią 1914 r. został dowódcą 1 plutonu w 1 szwadronie 1 Pułku Ułanów Legionów Polskich, uczestnicząc w walkach w latach 1914–1915, za co otrzymał awans na porucznika, a po wojnie, 17 maja 1922 r. – order wojskowy „Virtuti Militari" V klasy. W sierpniu 1915 r. wszedł w skład misji specjalnej, która udała się do Warszawy. Potem został osobistym adiutantem Józefa Piłsudskiego. Od stycznia do 30 marca 1917 r. był słuchaczem Kursu Oficerów Sztabu Generalnego w Warszawie. 10 sierpnia 1917 r. został zwolniony z Legionów Polskich bez prawa noszenia munduru.
W 1918 r. jako członek Polskiej Organizacji Wojskowej (POW) w trakcie przejazdu przez Moskwę do Murmańska aresztowany przez CzK, osadzony na Łubiance i uwolniony w wyniku osobistego wstawiennictwa Leona Berensona (adwokata Feliksa Dzierżyńskiego w procesach w czasach carskich). Bronisława Berenson po rozstaniu z mężem została żoną Wieniawy. W trakcie pobytu w więzieniu Wieniawa rozmawiał również z Dzierżyńskim o stosunku POW do bolszewików.

### Służba w Wojsku Polskim 1918–1938
Jako adiutant Piłsudskiego brał udział w przygotowaniu wyprawy wileńskiej w 1919 r. i kampanii kijowskiej w 1920 r., oraz uczestniczył w bitwie warszawskiej. W trakcie wojny polsko-bolszewickiej dowodził także jednostkami kawalerii, m.in. pełnił obowiązki szefa sztabu 1 Dywizji Jazdy. Odznaczony Krzyżem Walecznych. 11 czerwca 1920 r. został zatwierdzony w stopniu podpułkownika z dniem 1 kwietnia 1920 r., w kawalerii, w grupie oficerów byłych Legionów Polskich.
Był świadkiem na ślubie Piłsudskiego i Aleksandry Szczerbińskiej, który odbył się 25 października 1921 r. w Belwederze.
W listopadzie 1921 r. został mianowany attaché wojskowym w Bukareszcie, tam wziął udział w pracach nad konwencją polsko-rumuńską podpisaną w kwietniu 1922 r. 3 maja 1922 r. został zweryfikowany w stopniu podpułkownika ze starszeństwem z 1 czerwca 1919 r. i 8. lokatą w korpusie oficerów jazdy.
Z dniem 1 sierpnia 1923 r., po wycofaniu się Józefa Piłsudskiego z życia publicznego, został przeniesiony w stan nieczynny na okres jednego roku. 1 sierpnia 1924 r. powrócił ze stanu nieczynnego do służby czynnej z równoczesnym odejściem do 19 Pułku Ułanów Wołyńskich w Ostrogu na Wołyniu. 5 września 1924 r. otrzymał przeniesienie do 1 Pułku Szwoleżerów Józefa Piłsudskiego w Warszawie bez prawa do należności za przeniesienie. 1 listopada 1924 r. został odkomenderowany na roczny Kurs Doszkolenia w Wyższej Szkole Wojennej w Warszawie. 1 grudnia 1924 r. awansował na pułkownika ze starszeństwem z 15 sierpnia 1924 r. i 4. lokatą w korpusie oficerów kawalerii. 15 października 1925 r., po ukończeniu kursu i otrzymaniu dyplomu naukowego oficera Sztabu Generalnego, został przeniesiony do Inspektoratu Armii Nr II w Warszawie na stanowisko pierwszego referenta. Razem z nim, na stanowisko drugiego referenta, został skierowany podpułkownik Sztabu Generalnego Ignacy Boerner. Inspektorem Armii Nr II był generał broni Lucjan Żeligowski, a od 14 stycznia 1926 r. obowiązki inspektora czasowo pełnił generał dywizji Juliusz Malczewski, dowódca Okręgu Korpusu Nr I w Warszawie. Ponadto stanowisko I oficera sztabu inspektora armii zajmował pułkownik Sztabu Generalnego Wacław Jan Przeździecki.
24 kwietnia 1926 r. pojedynkował się na szable z Wacławem Drozdowskim, sekretarzem redakcji „Gazety Warszawskiej”. 4 marca 1927 r. wyrokiem Wojskowego Sądu Okręgowego Nr I w Warszawie został skazany na karę pięciu dni aresztu z zawieszeniem jej wykonania na okres dwóch lat.
24 września 1926 r. został przeniesiony z Inspektoratu Armii Nr II do 1 Pułku Szwoleżerów Józefa Piłsudskiego w Warszawie na stanowisko dowódcy pułku. 31 października 1927 r. został mianowany I oficerem sztabu w Generalnym Inspektoracie Sił Zbrojnych z zachowaniem stanowiska dowódcy 1 Pułku Szwoleżerów Józefa Piłsudskiego. 12 marca 1929 r. został mianowany pełniącym obowiązki komendanta garnizonu i placu miasta stołecznego Warszawy. 31 marca 1930 r. został zatwierdzony na tym stanowisku. 25 października 1930 r. został mianowany dowódcą I Brygady Kawalerii w Warszawie i czasowo pełniącym obowiązki dowódcy 2 Dywizji Kawalerii w Warszawie. 6 listopada 1930 r. przekazał pułkownikowi Stefanowi Strzemieńskiemu obowiązki komendanta garnizonu i placu miasta stołecznego Warszawy, a następnego dnia objął obowiązki dowódcy brygady i pełniącego obowiązki dowódcy dywizji.
10 grudnia 1931 r. Prezydent RP, Ignacy Mościcki awansował go na generała brygady ze starszeństwem z 1 stycznia 1932 r. i 1. lokatą w korpusie generałów. Obowiązki dowódcy 2 Dywizji Kawalerii i 1 Brygady Kawalerii w Warszawie pełnił przez siedem lat. W kwietniu 1937 r., w ramach przeprowadzonej reorganizacji kawalerii, został dowódcą Dywizji Kawalerii w Warszawie. W tym samym roku powierzono mu równocześnie funkcję generała inspekcjonującego. Dywizją dowodził do 14 maja 1938 r. 27 maja 1938 r. Prezydent RP, Ignacy Mościcki mianował go z dniem 1 maja 1938 generałem dywizji w korpusie generałów ze starszeństwem z dniem 1 maja 1938 r. i kolejnością 1. Awans ten umożliwiał mu pełnienie służby czynnej do 1941 r. W tym samym czasie został przeniesiony w stan nieczynny i skierowany do dyplomacji.

### Życie towarzyskie i artystyczne
Równolegle do sprawowanych funkcji w Wojsku Polskim, Bolesław Wieniawa-Długoszowski realizował się jako literat, pisząc oraz tłumacząc utwory literackie. Jednym z przykładów tłumaczeń są powieści francuskiego pisarza Marcela Duponta – Generał Lassalle oraz Szable w garść. Dziesięć bojów kawaleryjskich. Jeden z jego najbardziej znanych wierszy to Ułańska Jesień. Był bohaterem karykaturalnych przedstawień w Szopkach Pikadora, a niektórzy uważają, że był jednym z autorów. O jego wysokiej pozycji wśród literatów świadczy obecność przy najbardziej prestiżowym stoliku w Małej Ziemiańskiej w towarzystwie m.in. poetów z grupy „Skamander” oraz Tadeusza Boya-Żeleńskiego. Uczęszczał również do innych modnych miejsc Warszawy, m.in. Adrii, restauracji Simona i Steckiego, Oazy, winiarni Fukiera, czy restauracji Hotelu Europejskiego.

### Służba dyplomatyczna
Po rezygnacji Alfreda Wysockiego w maju 1938 r. został mianowany ambasadorem RP w Rzymie i sprawował ten urząd do 13 czerwca 1940 r. 25 września 1939 r. Prezydent RP Ignacy Mościcki wyznaczył go na swego następcę na wypadek opróżnienia się urzędu przed zawarciem pokoju – zgodnie z art. 24 Konstytucji kwietniowej. Wieniawa powiadomiony o nominacji opuścił Włochy i udał się pociągiem przez Szwajcarię do Paryża, by objąć urząd. Ze względu na sprzeciw rządów Francji i Wielkiej Brytanii oraz antypiłsudczykowsko nastawionego wobec jego nominacji Władysława Sikorskiego, zrzekł się następstwa na urzędzie Prezydenta RP. Decyzja o wyznaczeniu następcy została odwołana 29 września 1939 r. Po klęsce Francji w 1940 r. udał się do Portugalii, następnie wyjechał do USA. W marcu 1942 r. otrzymał nominację na stanowisko posła RP na Kubie.

### Samobójstwo
1 lipca 1942 r. popełnił samobójstwo, skacząc z tarasu na trzecim piętrze domu, w którym mieszkał w Nowym Jorku przy ulicy Riverside Drive 3. Oficjalnym i najbardziej rozpowszechnionym wytłumaczeniem odebrania sobie przez Wieniawę życia było rozgoryczenie odsunięciem go od bieżących spraw pogrążonej w wojnie Polski, czego ostatecznym dowodem było wysłanie go przez rząd polski w Londynie na odległą i pozornie nieistotną placówkę. Okoliczności i motywy śmierci generała pozostają jednak do dziś przedmiotem dyskusji historyków.
Okoliczności jego śmierci następująco scharakteryzował Dariusz Baliszewski powołując się na zeznania nowojorskiego taksówkarza: „>Uważaj człowieku, co robisz< – powiedział bezwiednie taksówkarz. To było przecież piąte piętro. Lecz człowiek ów jakby nie zdawał sobie z tego sprawy. Stwarzał wrażenie nieobecnego, pogrążonego w głębokiej modlitwie. I nagle spadł. Bez jednego ruchu, bez choćby najmniejszego gestu rozpaczy. Po prostu. Pochylił się i spadł. Pytany potem dziesiątki, setki razy przez policję i FBI o to, co widział i czy to było samobójstwo, nowojorski taksówkarz nie potrafił powiedzieć nic innego niż: – >Nie, on nie skoczył. On po prostu spadł. Tak, jakby nie żył już tam na górze.”
W nowojorskim pogrzebie generała uczestniczył m.in. George Patton. W 1990 r. prochy Bolesława Wieniawy-Długoszowskiego przeniesiono na cmentarz Rakowicki w Krakowie (kwatera PAS 50-3-13-plac Legionów).

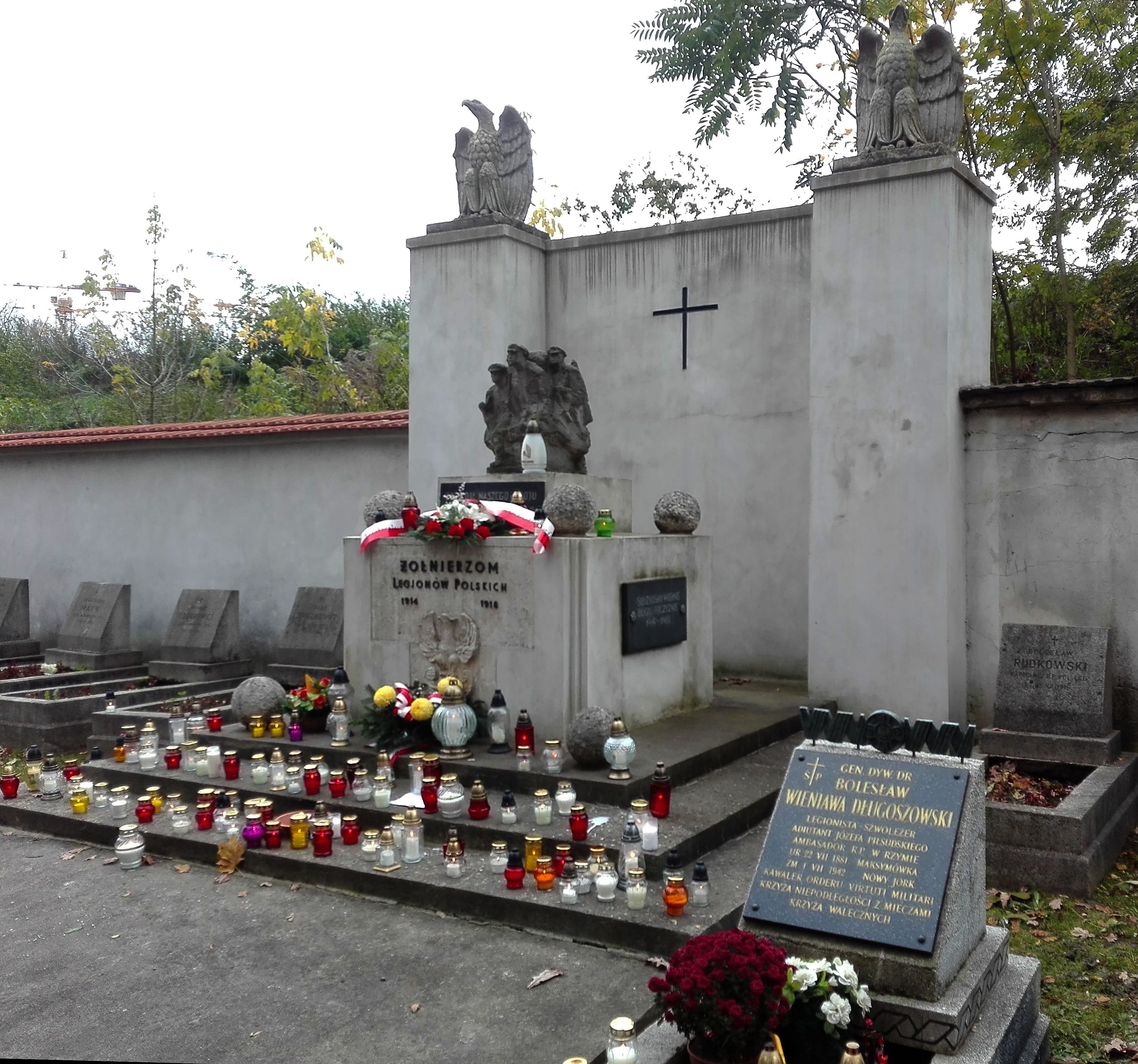
Grób Bolesława Wieniawy-Długoszowskiego na cm. Rakowickim

Jego bratankami byli Andrzej Długoszowski oraz Marek Długoszowski.

## Ordery i odznaczenia
- Krzyż Srebrny Orderu Wojskowego Virtuti Militari nr 3303 (17 maja 1922)[5][43]
- Krzyż Komandorski z Gwiazdą Orderu Odrodzenia Polski (10 listopada 1938)[44]
- Krzyż Komandorski Orderu Odrodzenia Polski (16 marca 1934)[45][45][46]
- Krzyż Niepodległości z Mieczami (12 maja 1931)[47]
- Krzyż Oficerski Orderu Odrodzenia Polski (10 listopada 1928)[48][49][50][51]
- Krzyż Walecznych (czterokrotnie, po raz pierwszy w 1921)[49][52]
- Złoty Krzyż Zasługi (17 marca 1930)[49][53]
- Medal Pamiątkowy za Wojnę 1918–1921[49]
- Złoty Wawrzyn Akademicki (7 listopada 1936)[49][54]
- Medal Dziesięciolecia Odzyskanej Niepodległości[49]
- Srebrny Medal za Długoletnią Służbę[55]
- Brązowy Medal za Długoletnią Służbę[55]
- Odznaka „Za wierną służbę”[56]
- Odznaka „Znak Pancerny”
- Odznaka Pamiątkowa Generalnego Inspektora Sił Zbrojnych (12 maja 1936)[57]
- Odznaka Pamiątkowa „Pierwszej Kadrowej”[58]
- Odznaka Sztabu Generalnego[56]
- Wielka Złota Odznaka za Zasługi (Austria, 1934)[59][49]
- Wielki Oficer Orderu Świętych Maurycego i Łazarza (Włochy)[55][49]
- Wielki Oficer Orderu Zasługi (Węgry)[49]
- Komandor Orderu Gwiazdy Rumunii (Rumunia)[55][49]
- Komandor Orderu Orła Białego (Jugosławia)[60]
- Komandor Orderu Trzech Gwiazd (Łotwa)[49]
- Komandor Orderu Legii Honorowej (Francja, 1937)[55][61][49]
- Oficer Orderu Legii Honorowej (Francja)[55][49]
- Order Przywódcy (Sardar-i-A’ala) II klasy (Afganistan)[55][49]
- Medal Zwycięstwa (Médaille Interalliée)[49]
- Medal 10 Rocznicy Wojny Niepodległościowej (Łotwa, 1929)[62][49]

## Upamiętnienie
- Wacław Wareda, bohater powieści Tadeusza Dołęgi-Mostowicza Kariera Nikodema Dyzmy wzorowany był na Wieniawie-Długoszowskim[63][64].
- Film dokumentalny: Pierwszy ułan Drugiej Rzeczypospolitej (1994), scenariusz i reżyseria: Zygmunt Adamski.
- 30 czerwca 2022 roku na cmentarzu Rakowickim w Krakowie odsłonięty został pomnik gen. Bolesława Wieniawy-Długoszowskiego[65]. Pomnik Bolesława Wieniawy-Długoszowskiego, cm. Rakowicki

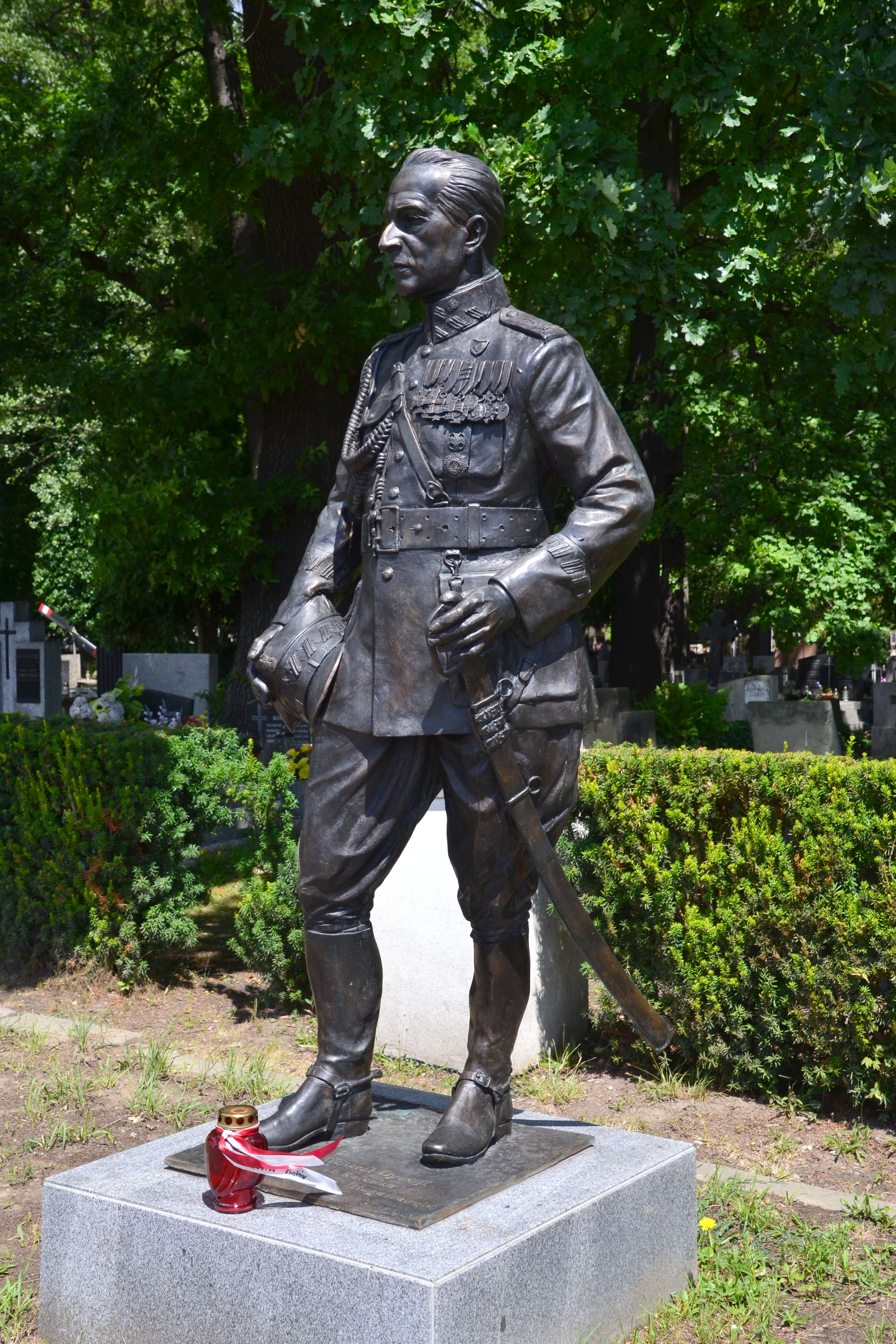
Pomnik Bolesława Wieniawy-Długoszowskiego, cm. Rakowicki